# Horst Langemann
Horst Ludwig Eduard Langemann (* 6. Mai 1928 in Hannover; † 15. Januar 2011) war ein deutscher Chemiker und Hochschullehrer.

## Leben
Horst Langemann besuchte die Bismarck-Oberschule in Hannover. Von Januar bis Mai 1944 war er Luftwaffenhelfer. Im Februar 1947 erlangte er das Abitur. Nach einem sechsmonatigen Besuch der Höheren Handelsschule Hannover studierte er zunächst vom Wintersemester 1947 bis zum Sommersemester 1949 an der Technischen Hochschule Hannover Mathematik. Zum Wintersemester 1949 begann er das Studium der Chemie. Im Wintersemester 1952 wurde er Mitglied des Corps Baltica-Borussia. Im Wintersemester 1955 schloss er das Studium als Diplom-Chemiker ab.
Zu Beginn des Jahres 1956 folgte er als Wissenschaftliche Hilfskraft Franz Patat an das Institut für Technische Chemie der Technischen Hochschule München. Im September 1958 wurde er zum Dr. rer. nat. promoviert und wurde Wissenschaftlicher Assistent bei Parlat. Im Juni 1959 wechselte er als Wissenschaftlicher Assistent zu Herbert Kölbel an das Institut für Technische Chemie der Technischen Universität Berlin. Im Dezember 1961 wurde er dort Wissenschaftlicher Oberassistent. Nach seiner Habilitation im Februar 1970 wurde er Wissenschaftlicher Rat und Professor für Technische Chemie. Mitte 1971 wurde er Fachbereichsvorsitzender. 1972 wurde er als Professor für Technische Chemie an die Gesamthochschule Paderborn berufen und gehörte dort als Konrektor dem 1. Gründungsrektorat bis Ende 1974 an. In dieser Funktion hatte er den Vorsitz in der Kommission
für Forschung. 1992 wurde er emeritiert.
In seinen frühen wissenschaftlichen Arbeiten beschäftigte sich Langemann insbesondere mit den physikalischen und chemischen Vorgängen beim Mahlen. Später arbeitete er über die Bestimmung und Modellierung der physikalisch-chemischen Vorgänge in Blasensäulenreaktoren. Seine Forschungsergebnisse fanden Eingang in Standardwerke wie Ullmann’s Encyclopedia of Industrial Chemistry.

## Schriften
- Zur Kinetik der Mahlvorgänge. 1958.
- Zur Kinetik der Mahlvorgänge. In: Chemie Ingenieur Technik. Band 30, Heft 3, 1958, S. 158 (zusammen mit Franz Patat)(Vortragskurzfassung von Horst Langemann beim Jahrestreffen der Verfahrens-Ingenieure am 8. Okt. 1957 in Stuttgart)
- Kinetik der Hartzerkleinerung. In: Chemie Ingenieur Technik. Band 31, 1959, S. 561–568 (zusammen mit Franz Patat)
- Kinetik der Hartzerkleinerung. Teil III: Die Kinematik der Mahlvorgänge in der Fallkugelmühle. In: Chemie Ingenieur Technik. Band 34, Heft 9, 1962, S. 615–627.
- Kinetik der Ein- und Mehrphasenreaktoren, speziell der Blasensäulenreaktoren. 1981.
- Simultane Bestimmung von Reaktionsgeschwindigkeitskonstante und Gaslöslichkeit bei Gas/Flüssigkeits-Absorption im kinetischen Bereich der chemischen Reaktion. In: Chemie Ingenieur Technik. Band 53, Heft 6, 1981, S. 453–454. (zusammen mit Axel Friedrich und Hans-Joachim Warnecke)
- Zur Kinetik der Isobutenhydratation in Schwefelsäure-Wasser—t-Butanollösungen. In: Monatshefte für Chemie. Band 113, Heft 5, Mai 1982, S. 541–546.
- On a mathematical model for loop reactors – I. Residence time distribution, moments and eigenvalues. In: Chemical Engineering Science. Band 40, Heft 12, 1985, S. 2321–2326. (zusammen mit Hans-Joachim Warnecke und Jan Prüss)
- On a mathematical model for loop reactors – II. Estimation of parameters. In: Chemical Engineering Science. Band 40, Heft 12, 1985, S. 2321–2326 (zusammen mit Hans-Joachim Warnecke, Jan Prüss und Ludger Leber)